# Hank Thompson (musicus)
Henry "Hank" William Thompson (Waco (Texas), 3 september 1925 - 6 november 2007) was een countrymusicus wiens carrière zeven decennia omvatte. Hij verkocht wereldwijd meer dan 60 miljoen platen.

## Carrière
Thompsons eerste instrument was een mondharmonica. Uit bewondering voor de zingende cowboys in de toen populaire B-westerns spaarde hij geld voor een goedkope gitaar bij elkaar en begon de liedjes na te spelen. Het duurde niet lang of hij kreeg de gelegenheid in het openbaar op te treden. Bij een plaatselijk radiostation verdiende hij zijn eerste geld onder de naam 'Hank, The Hired Hand'. Tijdens zijn driejarige diensttijd bij de US-Navy, waar hij opgeleid werd als zendertechnicus, begon hij liedjes te schrijven.
Na zijn militaire diensttijd studeerde hij aan de Universiteit van Princeton en aan de Universiteit van Texas. Hij stelde een eigen band samen, The Brazos Valley Boys, trad veel op bij de radio en maakte platen bij kleine labels.
Het was zanger Tex Ritter die Thompson op een lokaal radiostation hoorde zingen en terloops zijn naam noemde bij zijn platenfirma. In 1947 werd daarop een contract gesloten met Capitol Records. Met de eerste single Humpty Dumpty Heart al kon hij zich in 1948 plaatsen in de country-charts. Het was het begin van een lange serie successen die tot in de jaren '80 zou duren. Het hoogtepunt was in 1952 met het nummer The Wild Side Of Life, dat vijftien weken op de eerste plaats stond. Dit liedje bevatte de klassieke frase "I didn't know God made honky-tonk angels", dat tekstschrijver J.D. Miller ertoe inspireerde om het nummer It Wasn't God Who Made Honky Tonk Angels te schrijven. Dat werd de eerste hitsingle voor Kitty Wells, de vrouwelijke pionier in de countrymuziek. Meerdere hits zouden elkaar gedurende de jaren vijftig en zestig snel opvolgen.
In 1989 werd Thompson opgenomen in de Country Music Hall of Fame, in 1999 in de Texas Country Music Hall of Fame en in 2002 in de Oklahoma Music Hall of Fame.

### Overlijden
Hank Thompsons laatste optreden was op 8 oktober 2007 in Waco (Texas), zijn geboorteplaats. Op 1 november 2007 annuleerde hij de rest van zijn Sunset Tour en beëindigde zijn zangcarrière, twee dagen nadat hij uit het ziekenhuis was ontslagen, waar een agressieve vorm van longkanker was vastgesteld. Hij overleed vijf dagen later.

## Discografie
- 1956 – New Recordings Of Hank Thompson's All–Time Hits (Capitol)
- 1958 – Hank Thompson's Dance Ranch (Capitol)
- 1959 – Favorite Waltzes By Hank Thompson (Capitol)
- 1959 – Songs For Rounders (Capitol)
- 1960 – This Broken Heart Of Mine (Capitol)
- 1960 – Most Of All (Capitol)
- 1961 – Hank Thompson & The Brazos Valley Boys (Capitol)
- 1961 – An Old Love Affair (Capitol)
- 1961 – Hank Thompson At The Golden Nugget (Capitol)
- 1962 – The Number 1 Country & Western Band (Capitol)
- 1963 – Hank Thompson & The Brazos Valley Boys At The State Fair Of Texas (Capitol)
- 1963 – Singing Country Classics (Capitol)
- 1964 – It's Christmas Time With Hank Thompson (Capitol)
- 1965 – Breakin' In Another Heart (Capitol)
- 1965 – The Luckiest Heartache In Town (Capitol)
- 1966 – Where Is The Circus (& Other Heart Breakin' Hits) (Warner Brothers) (Capitol)
- 1967 – The Countrypolitan Sound Of Hank Thompson's Brazos Valley Boys (Capitol)
- 1968 – Hank Thompson Sings The Gold Standards (Dot)
- 1968 – On Tap, In The Can Or In The Bottle (Dot)
- 1968 – Feeling Good (Dot)
- 1969 – Smokey The Bar (Dot)
- 1969 – Hank Thompson Salutes Oklahoma (Dot)
- 1970 – The Instrumental Sound Of Hank Thompson's Brazos Valley Boys (Dot)
- 1971 – Next Time I Fall In Love (I Won't) (Dot)
- 1972 – Cab Driver-Hank Thompson (A Salute To The Mills Brothers) (Dot)
- 1972 – Hank Thompson's 25th Anniversary Album (Dot)
- 1973 – Kindly Keep It Country (Dot)
- 1973 – Country For The People
- 1974 – A Six Pack To Go (Dot)
- 1976 – Back In The Swing Of Things (ABC)
- 1977 – The Thompson Touch (ABC)
- 1978 – Brand New Hank (ABC)
- 1979 – Fucking Is Fun (ABC)
- 1980 – Take Me Back To Tulsa (MCA)
- 1983 – 1000 And One Nighters (Churchill)
- 1991 – Country Music Hall Of Fame (MCA)
- 1997 – Hank Thompson And Friends (Curb)